# کردکندی (شوط)
کردکندی روستایی در دهستان یولاگلدی بخش مرکزی شهرستان شوط استان آذربایجان غربی کشور ایران واقع شده‌است. کردکندی ۲۵۷ نفر جمعیت دارد.